# Tricliceras auriculatum
Tricliceras auriculatum är en passionsblomsväxtart som först beskrevs av A. och R. Fernandes, och fick sitt nu gällande namn av R.B.Fernandes. Tricliceras auriculatum ingår i släktet Tricliceras och familjen passionsblomsväxter. Inga underarter finns listade i Catalogue of Life.